# З днем народження (фільм, 2019)
«З днем народження» («Fête de famille») — французький кінофільм 2019 року, знятий режисером Седріком Каном, з Катрін Денев і Еманюель Берко у головних ролях.

## Сюжет
Святкування дня народження Андреа переривається появою її непередбачуваної дочки.

## У ролях
- Катрін Денев — Андреа
- Еммануель Берко — Клер
- Венсан Макень — Ромен
- Седрік Кан — Вінсан
- Люана Байрамі — Емма
- Летиція Коломбані — Марі
- Ізабель Еме Гонсалес-Сола — Розіта
- Алан Артюр — Жан
- Джошуа Розіне — Жюльєн
- Мілан Хатала — Мілан
- Соляль Феррейра Даян — Соляль
- Сатья Дюсагі — Фаб'єн, агент з нерухомості
- Колін Бейтс — Поль
- Рафаель Ліо — жертва Ромена
- Тедді Перро — зла людина на вокзале
- Кахіна Ле Керрек — асистент агентства нерухо
- Антуан Омблар — лікар швидкої допомоги

## Знімальна група
- Режисер: Седрік Кан
- Сценарій: Седрік Кан, Фанні Бурдіно, Самюель Ду
- Оператор-постановник: Ів Кейп
- Монтаж: Ян Деде
- Декорації: Гійом Дев'єрсі
- Костюми: Алін Камбурнак